# Missing Piece
Missing Piece è un singolo del cantautore australiano Vance Joy, pubblicato il 21 maggio 2021 come primo estratto dal terzo album in studio In Our Own Sweet Time.

## Contesto precedente
Al momento del rilascio, Joy ha detto: "'Missing Piece' è una canzone che parla dell’essere separati da qualcuno che si ama. Può essere dura, ma quando quello che hai è buono sai che queste separazioni sono solo cosa di poco conto; state entrambi resistendo. Riguarda quella quiete che si trova quando si è insieme."

## Promozione
Joy ha promosso il singolo con del merchandise, tra cui un maglione blu e bianco ricamato ed una t-shirt bianca, su cui era rappresentata la donna che corre della copertina del singolo.

## Accoglienza
La critica ha generalmente accolto abbastanza positivamente il brano.
Ellise Shafer di Variety ha dichiarato che 'Missing Piece' è una canzone di un amore vero e sperimentato, concentrata sul sentimento di aver trovato finalmente - come suggerisce anche il titolo - il proprio pezzo mancante del puzzle.
Joe Vitagliano dell'American Songwriter ha definito la canzone «un inno all'indie folk sentito nell'animo» affermando che «a partire dal suo testo sentimentale fino alle melodie da inno, il brano sembra essere una perfetta combinazione per una varietà di momenti significativi della vita».

## Negli altri media
Il 20 maggio 2021, è stato annunciato che Missing Piece avrebbe debuttato nella diciassettesima stagione della serie americana Grey's Anatomy.